# Лисни залисци
Залисци (stipulae) се развијају из основе листа, најчешће по два, лево и десно од лисне дршке. Код неких биљака су врло ситни и слабо приметни (памук), а код других јако крупни (грашак) али увек мањи од правог листа. Код руже и детелине они обично срастају са лисном дршком, док су код других врста слободни. Има биљака код којих залисци „журе“ у развоју, као код рода Ficus (фикус, смоква), па штите врх изданка. Овакви залисци називају се охреа. Код појединих врста (Lathyrus aphaca) залисци су главни фотосинтетски орган, јер је лист потпуно метаморфозиран у рашљику.
Велики број биљака има кожасте залиске, мрке или сиве боје, који опадају одмах после развијања правих листова. Код багрем залисци метаморфозирају у трнове.
У фамилији Rubiaceae залисци израстају до величине правих листова, а како они имају наспраман распоред, добија се пршљенаст изглед многобројних листова.